# Bolzano Novarese
Bolzano Novarese (piemontesisch Bolsan, lombardisch Bulzan) ist eine italienische Gemeinde mit 1140 Einwohnern (Stand 31. Dezember 2023) südöstlich des Ortasees in der Provinz Novara (NO), Region Piemont.
Die Nachbargemeinden sind Ameno, Gozzano, Invorio und Orta San Giulio.

## Geographie
Der Ort liegt auf einer Höhe von 420 m über dem Meeresspiegel. Das Gemeindegebiet umfasst eine Fläche von 3 km².